# دينيسي إتش كينيون
دينيسي إتش كينيون (بالإنجليزية: Dean H. Kenyon)‏ هو مدرس وعالم أحياء أمريكي، ولد في 1939 في الولايات المتحدة.